# Ołeksandr Denysowycz Tymofiejew
Ołeksandr Denysowycz Tymofiejew, ukr. Олександр Денисович Тимофеєв, ros. Александр Денисевич Тимофеев, Aleksandr Dienisiewicz Timofiejew (ur. 19??, Ukraińska SRR) – ukraiński trener piłkarski.

## Kariera trenerska
Od 1957 pracował na stanowisku dyrektora technicznego Metałurha Zaporoże, a w lipcu 1959 stał na czele Metałurha którym kierował do końca roku.